# 코수멜황금박쥐
코수멜황금박쥐(Mimon cozumelae)는 주걱박쥐과(신세계잎코박쥐류)에 속하는 박쥐의 일종이다. 중앙아메리카와 남아메리카 북부에서 서식한다. 멕시코와 과테말라, 벨리즈, 온두라스, 니카라과, 코스타리카, 파나마 그리고 콜롬비아에서 발견된다. 한때는 남부황금박쥐(Mimon bennettii)의 아종으로 간주했다. 코수멜황금박쥐의 생태에 대해서는 거의 알려지지 않았지만, 널리 분포하며 특별한 위협 요인은 확인되지 않고 개체수가 안정적으로 보이기 때문에 국제 자연 보전 연맹(IUCN)이 코수멜황금박쥐의 보존 등급을 관심대상종으로 분류했다.

## 습성
코수멜황금박쥐는 저지대 종으로 성숙한 상록수 숲과 준탈락성 숲 그리고 건조림에서 발견된다. 낮에는 작은 무리를 지어 주로 석회암 동굴에서 매달려 생활을 하지만 나무 구멍에서 발견되기도 한다. 밤에는 사냥을 하고 나무 잎에서 먹이를 잡는 것으로 추정된다. 먹이는 딱정벌레와 여치, 새 그리고 도마뱀 등을 포함하는 것으로 알려져 있다. 번식은 우기철에 시작하며, 암컷이 한 마리의 새끼를 낳는다.